# Mistrzostwa Europy w Wioślarstwie 1973
63. Mistrzostwa Europy w Wioślarstwie odbyły się w dniach 23–26 sierpnia (zawody kobiet) oraz 29 sierpnia–2 września (zawody mężczyzn) 1973 r. w radzieckiej Moskwie (po raz 2. w historii). Mężczyźni rywalizowali w 7, a kobiety w 5 konkurencjach wioślarskich na pobliskim kanale Kryłatskoje (ob. Moskwa).

## Medaliści

### Mężczyźni
| Konkurencja                 | Złoto | Czas    | Srebro | Czas    | Brąz | Czas    | Źródło      |
| --------------------------- | --- | ------- | --- | ------- | --- | ------- | ----------- |
| M1x (jedynka)               | Peter-Michael Kolbe | 8:02.77 | Vytautas Butkus | 8:05.87 | Wolfgang Güldenpfennig | 8:07.09 | [ 2 ] [ 3 ] |
| M2x (dwójka podwójna)       | NRD Hans-Ulrich Schmied · Christof Kreuziger | 7:26.95 | ZSRR Aleksandr Timoszynin · Giennadij Korszykow | 7:33.97 | Wielka Brytania Chris Baillieu · Michael Hart | 7:33.97 | [ 4 ] [ 3 ] |
| M2- (dwójka bez sternika)   | Rumunia Ilie Oanță · Dumitru Grumezescu | 7:39.10 | Nowa Zelandia Noel Mills · Wybo Veldman | 7:42.63 | RFN Alois Bierl · Winfried Ringwald | 7:43.53 | [ 5 ] [ 3 ] |
| M2+ (dwójka ze sternikiem)  | ZSRR Władimir Jeszynow · Nikołaj Iwanow · Aleksandr Łukjanow (sternik) | 8:09.83 | NRD Wolfgang Gunkel · Jörg Lucke · Klaus-Dieter Neubert (sternik)                                                                                                 | 8:13.42 | Rumunia Ștefan Tudor · Petre Ceapura · Gheorghe Gheorghiu (sternik) | 8:15.67 | [ 6 ] [ 3 ] |
| M4- (czwórka bez sternika)  | NRD Henry Prochnow · Rul Melke · Gottfried Döhn · Reinhard Martin | 6:56.67 | ZSRR Apolinaras Grigas · Tiit Helmja · Benjaminas Nacevičius · Mindaugas Vaitkus                                                                                  | 7:00.56 | Norwegia Ole Nafstad · Odd G. Sørum · Arne Bergodd · Rolf Andreassen | 7:01.85 | [ 7 ] [ 3 ] |
| M4+ (czwórka ze sternikiem) | ZSRR Giennadij Moskowski · Aleksandr Pluszkin · Władimir Wasiljew · Anatolij Niemtyriew · Aleksandr Szarow (sternik)                                                                     | 7:08.17 | NRD Dietrich Zander · Reinhard Gust · Rolf Jobst · Eckhard Martens · Klaus-Dieter Ludwig (sternik)                                                                | 7:18.20 | Czechosłowacja Otakar Mareček · Karel Neffe · Vladimír Jánoš · František Provazník · Vladimír Petříček (sternik)                                                                             | 7:18.81 | [ 8 ] [ 3 ] |
| M8+ (ósemka)                | NRD Werner Klatt · Karl-Heinz Prudöhl · Bernd Landvoigt · Stefan Semmler · Andreas Decker · Friedrich-Wilhelm Ulrich · Detlef Lamm · Heinrich Mederow · Karl-Heinz Danielowski (sternik) | 6:19.02 | Czechosłowacja Lubomír Zapletal · Petr Lakomý · Pavel Konvička · Václav Mls · Pavel Batěk · Josef Neštický · Miroslav Vraštil · Jiří Stefan · Jiří Pták (sternik) | 6:33.18 | ZSRR Aleksandr Riazankin · Władimir Sawiełow · Aleksandr Martyszkin · Nikołaj Surow · Siergiej Kolaszkin · Boris Worobjew · Giwi Nikuradze · Władimir Rikkanien · Jurij Łoriencson (sternik) | 6:36.14 | [ 9 ] [ 3 ] |

### Kobiety
| Konkurencja                           | Złoto | Czas    | Srebro | Czas    | Brąz | Czas    | Źródło       |
| ------------------------------------- | --- | ------- | --- | ------- | --- | ------- | ------------ |
| W1x (jedynka)                         | Genovaitė Ramoškienė | 3:59.97 | Christine Wasterlain | 4:00.36 | Edith Eckbauer | 4:06.68 | [ 10 ] [ 3 ] |
| W2x (dwójka podwójna)                 | ZSRR Olga Kliniszewa · Jelena Antonowa | 3:40.60 | Holandia Andrea Vissers · Helie Klaasse | 3:42.80 | RFN Astrid Hohl · Regine Adam | 3:43.90 | [ 11 ] [ 3 ] |
| W4x+ (czwórka podwójna ze sternikiem) | NRD Roswietha Reichel · Ursula Wagner · Brigitte Ahrenholz · Sabine Jahn · Monika Kurtz (sternik)                                                                         | 3:30.63 | Rumunia Teodora Boicu · Marioara Sîngiorzan · Maria Micșa · Elisabeta Lazăr · Maria-Dida Ghiață (sternik)                                                              | 3:32.56 | ZSRR Wiera Fiodorowa · Ludmiła Parfionowa · Ludmiła Andriejewa · Wiera Nikolska · Ludmiła Arzakowska (sternik)                                                                  | 3:33.55 | [ 12 ] [ 3 ] |
| W4+ (czwórka ze sternikiem)           | Holandia Liesbeth Vosmaer-de Bruin · Hette Borrias · Myriam van Rooyen-Steenman · Liesbeth Pascal-de Graaff · Yvonne Vischschraper (sternik)                              | 3:38.13 | NRD Rosel Nitsche · Angelika Noack · Sabine Dähne · Maria Notbohm · Christa Karnath (sternik)                                                                          | 3:38.89 | Polska Anna Karbowiak · Małgorzata Kawalska · Barbara Wojciechowska · Bogusława Kozłowska · Maria Pełeszok (sternik)                                                            | 3:41.86 | [ 13 ] [ 3 ] |
| W8+ (ósemka)                          | ZSRR Nina Bystrowa · Walentina Rubcowa · Nina Abramowa · Nina Fiłatowa · Olga Szewcowa · Wiera Aleksiejewa · Łarisa Soczkowa · Sofija Biekietowa · Nina Frołowa (sternik) | 3:21.11 | NRD Renate Schlenzig · Henrietta Dobler · Helma Mähren · Christa Staack · Irina Müller · Ilona Richter · Renate Kruska · Monika Mittenzwei · Sabine Brincker (sternik) | 3:22.58 | Rumunia Ecaterina Trancioveanu · Viorica Lincaru · Filigonia Toll · Cristel Wiener · Aurelia Marinescu · Elena Gawluk · Florica Petcu · Cornelia Neacșu · Aneta Matei (sternik) | 3:23.78 | [ 14 ] [ 3 ] |

## Klasyfikacja medalowa
| Miejsce | Reprezentacja   | Złoto | Srebro | Brąz | Razem |
| ------- | --------------- | ----- | ------ | ---- | ----- |
| 1.      | ZSRR            | 5     | 3      | 2    | 10    |
| 2.      | NRD             | 4     | 4      | 1    | 9     |
| 3.      | Rumunia         | 1     | 1      | 2    | 4     |
| 4.      | Holandia        | 1     | 1      | 0    | 2     |
| 5.      | RFN             | 1     | 0      | 3    | 4     |
| 6.      | Czechosłowacja  | 0     | 1      | 1    | 2     |
| 7.      | Belgia          | 0     | 1      | 0    | 1     |
| 7.      | Nowa Zelandia   | 0     | 1      | 0    | 1     |
| 9.      | Norwegia        | 0     | 0      | 1    | 1     |
| 9.      | Polska          | 0     | 0      | 1    | 1     |
| 9.      | Wielka Brytania | 0     | 0      | 1    | 1     |
| Razem   | Razem           | 12    | 12     | 12   | 36    |